# 陳相街道
陳相街道（ちんそうかいどう）は中華人民共和国遼寧省瀋陽市蘇家屯区にある街道弁事処。2010年までは陳相屯鎮であった。

## 地理
陳相街道は瀋陽市の南東22キロメートルに位置する。塔山、馬耳山などの山が位置し、街道内を沙河が流れる。

## 歴史
1985年、陳相屯郷より陳相屯鎮に昇格、1995年には国務院より瀋陽市南東部衛星都市の指定を受けた。
2010年、陳相屯鎮から陳相街道となった。

## 交通
陳相街道は瀋陽市、撫順市、本渓市、遼陽市の中間に位置し、また瀋陽市と丹東市を連絡する瀋丹高速道路や瀋丹線が経由するなど、遼寧省における交通の要衝である。

## 経済
主な産業は畜産業であり、瀋陽などの周辺都市部に対し牛乳や食肉を供給し、瀋陽市南部の畜産基地としての地位を確立している。
工業面では鎮内には瀋陽鋼鉄本社工場が稼動している。

## 教育
- 中学校:瀋陽市第67中学
- 小学校:2校
- 幼稚園:1園